# Axalphorn
Das Axalphorn (auch Axalphoren) ist ein Berg in den Berner Voralpen.
Das Axalphorn ist 2320 m ü. M. hoch und liegt südöstlich der Axalp. Über den Gipfel verläuft die Gemeindegrenze zwischen Brienz und Brienzwiler.
Seit 1959 führt eine Seilbahn der Schweizer Luftwaffe vom Tal (Aarboden) zum Grat westlich des Gipfels. Am Südhang findet jeweils die Fliegerdemonstration Axalp statt. Am 18. April 1968 touchierte hier eine Hawker Hunter während Fotoaufnahmen für ein Buchprojekt eine Krete des Westgipfels. Beim siebten tödlichen Unfall auf diesem Fliegerschiessplatz kamen der Pilot Hauptmann Paul Birrer, Kommandant der Fliegerstaffel 11 und ehemals der Patrouille Suisse, sowie der sich am Boden aufhaltende Aviatikfotograf Ernst Saxer ums Leben.